# Almost Unplugged
Almost Unplugged è un album live degli Europe, pubblicato il 17 settembre 2008. Pubblicato in vari formati, è uscito in un primo momento solo in Scandinavia, e poi ne resdto d'Europa; un'edizione digipak include anche DVD con le riprese del concerto. In questa registrazione la band interpreta in chiave acustica (o, come il titolo suggerisce, semi-acustica) alcune canzoni del proprio repertorio, oltre a diverse cover dei musicisti che più li hanno influenzati nella loro carriera (UFO, Thin Lizzy, Pink Floyd e Led Zeppelin).
L'album è dedicato a Michelle Meldrum, moglie di John Norum, morta il 21 maggio 2008.

## Tracce
1. Got to Have Faith (Joey Tempest, John Norum) – 4:15
2. Forever Travelling (Tempest, Mic Michaeli) – 4:22
3. Devil Sings the Blues (Tempest, Michaeli) – 6:26
4. Wish You Were Here (David Gilmour, Roger Waters) – 4:36
5. Dreamer (Tempest) – 4:23
6. Love to Love (Phil Mogg, Michael Schenker) – 7:31
7. The Final Countdown (Tempest) – 5:46
8. Yesterday's News (Tempest, Kee Marcello, John Levén, Ian Haugland, Michaeli) – 6:30
9. Since I've Been Loving You (Jimmy Page, Robert Plant, John Paul Jones) – 7:24
10. Hero (Tempest) – 4:26
11. Suicide (Phil Lynott) – 5:42
12. Memories (Tempest) – 5:51
13. Superstitious (Tempest) – 4:39
14. Rock the Night (Tempest)  – 5:51

## Formazione
- Joey Tempest - voce, chitarra acustica
- John Norum - chitarra elettrica
- Mic Michaeli - pianoforte, tastiere
- John Levén - basso
- Ian Haugland - batteria, percussioni